# Альварес-Лехарса, Эмилио
Эмилио Альварес-Лехарса (исп. Emilio Álvarez Lejarza; 25 октября 1884, Гранада — 15 октября 1969, Манагуа) — никарагуанский юрист и правительственный чиновник.

## Биография
Эмилио Альварес Лехарса родился 25 октября 1884 года в городе Гранада.
В 1904 году, в возрасте 20 лет, Альварес Лехарса получил степень бакалавра в Национальном институте Востока в Гранаде. Работая над получением степени, он преподавал курсы математики и грамматики в том же институте. Он продолжил обучение в аспирантуре по праву и в 1917 году, в возрасте 33 лет, получил степень доктора права в Университете Востока.
Он вернулся к юридической практике в Никарагуа. Впоследствии он был назначен окружным судьей, а позже стал самым молодым судьей Верховного суда Никарагуа. Среди его государственных должностей были чрезвычайный и полномочный министр в Республике Гондурас, министр народного образования и сенатор Республики. Он подготовил «Кодекс профессиональной морали», который был одобрен Техническим советом народного образования 25 октября 1945 года. За свои академические достижения он был назначен постоянным секретарем Никарагуанской академии языка. Он также стал директором Академии географии и истории.
Альварес Лехарса был ярым членом Консервативной партии. В 1950 году, в возрасте 66 лет, он был выбран партией в качестве спикера для переговоров с либералами, которые тогда были у власти. Вел переговоры с Анастасио Сомосой Дебайле.
Альварес Лехарса был отцом Эмилио Альвареса Монтальвана, известного офтальмолога и политического писателя. В 1925 году женился во второй раз с Хосефой Маргаритой Чаморро Селайей, внучкой бывшего президента Педро Хоакина Чаморро Альфаро и племянницей бывшего президента Диего Мануэля Чаморро Боланьоса. Впоследствии он написал эссе под названием «Исторический тур по главным фигурам семьи Чаморро», в котором дана краткая характеристика нескольких членов семьи Чаморро.
15 октября 1969 года Эмилио Альварес Лехарса умер в Манагуа, Никарагуа.

## Награды
- Командор ордена Изабеллы Католической (Испания)
- Большой крест Суверенного Императорского ордена Константина Великого[2]
- Почетный консул Испании в Никарагуа
- Рыцарь-командор ордена Святого Григория Великого с Большой серебряной медалью (Ватикан)
- Офицер ордена Кетцаля (Гватемала)[4]